# 相原茂 (経済学者)
相原 茂（あいはら しげる、1909年4月25日 - 1993年12月8日）は、日本の経済学者。
静岡県出身。旧制一高を経て東京帝国大学経済学部卒。第一高等学校教授、1949年東京大学教養学部助教授、教授、1963-1966年教養学部長、1969年定年退官、名誉教授、信州大学教授、1975年定年。

## 著書
- 『蓄積と恐慌』角川書店 経済選書　1949
- 『経済学への道』東京大学出版部 1951

### 共編
- 『現代日本経済論 有沢広巳先生還暦記念』稲葉秀三共編 至誠堂 1958
- 『日本の独占資本 戦後における構造と機能』編 法政大学出版局 1959
- 『現代日本の資本蓄積』編 東京大学出版会 1961

## 注
1. ↑  『現代日本人名録』1987年
2. ↑  『人物物故大年表』
3. ↑  「相原茂教授主要著作目録（相原茂先生の学問と人）」塚本健『社會科學紀要』1969